# امین‌آباد قصلان
امین‌آباد قصلان، روستایی از توابع بخش سریش‌آباد شهرستان قروه در استان کردستان ایران است. مردم این روستا به زبان کُردی تکلم می کنند.

## جمعیت
این روستا در دهستان قصلان قرار دارد و براساس سرشماری مرکز آمار ایران در سال ۱۳۸۵، جمعیت آن ۱۶۷ نفر (۴۶خانوار) بوده‌است.